# Picinisco
Picinisco település Olaszországban, Lazio régióban, Frosinone megyében. Lakosainak száma 1098 fő (2023. január 1.). Picinisco Atina, Gallinaro, Pizzone, San Biagio Saracinisco, Settefrati, Villa Latina, Alfedena, Sant’Elia Fiumerapido és Barrea községekkel határos.

## Népesség
A település lakossága az elmúlt években az alábbi módon változott:
| Lakosok száma | 1200 | 1173 | 1098 |
|               | 2017 | 2018 | 2023 |